# Андраде, Лука
Брайян Лука Андраде (исп. Luka Braian Andrade; 3 января 2007) — аргентинский футболист, вингер клуба «Монтевидео Сити Торке».

## Клубная карьера
Выступал за юношеские команды аргентинских клубов «Эскуэлита де Катри», «Эускади», «Х. Х. Морено», «Ривер Плейт» и «Бока Хуниорс». В январе 2025 года перешёл в уругвайский клуб «Монтевидео Сити Торке» в качестве свободного агента. В основном составе «Сити Торке» дебютировал 9 февраля 2025 года в матче Примеры Уругвая против клуба «Бостон Ривер».